# 量産車の最高速度記録

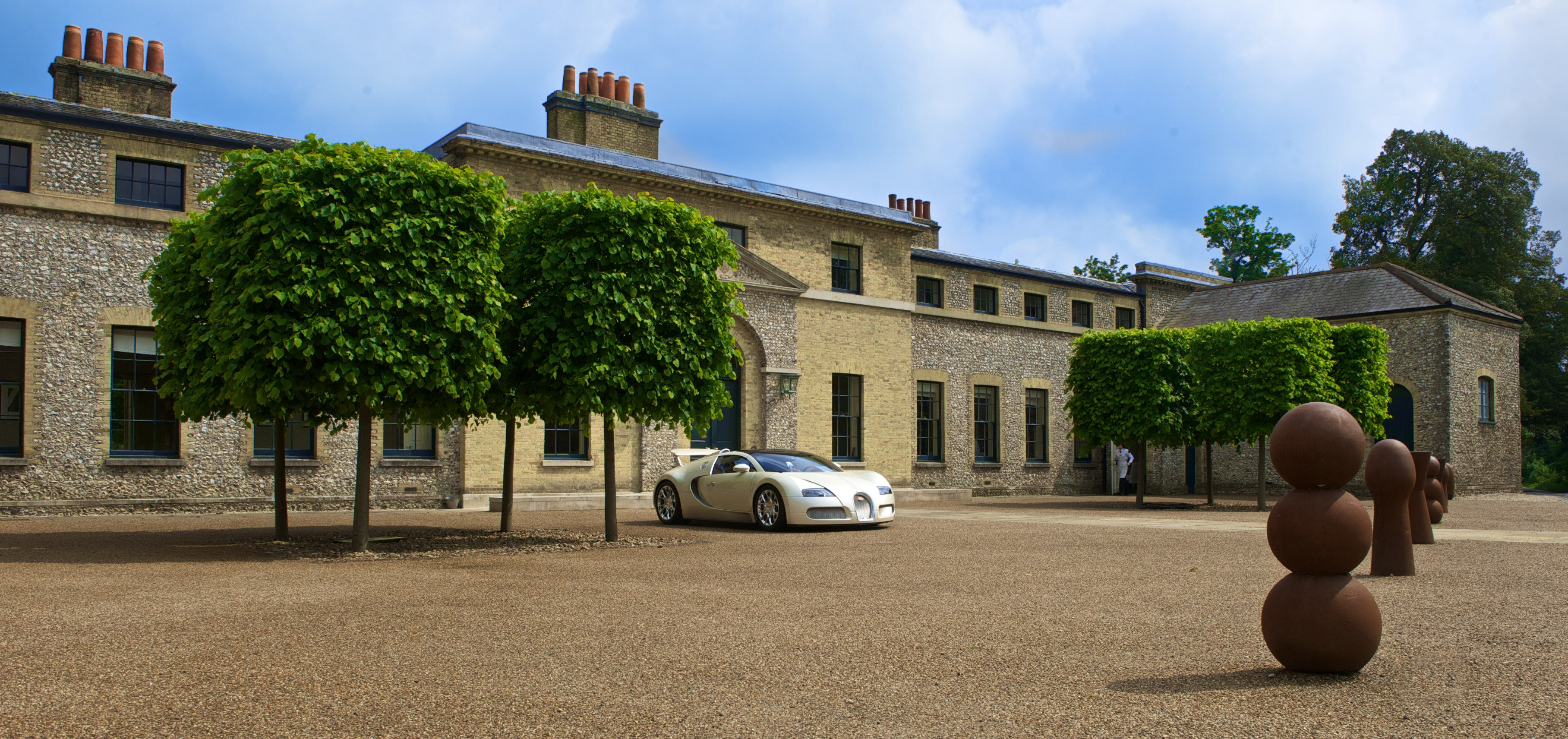
2005年に408.47km/hの最高速度記録を達成したブガッティ・ヴェイロン

量産車の最高速度記録（りょうさんしゃのさいこうそくどきろく）は、コンセプトカーや改造車ではない市販車によって達成された速度の最高記録の一覧である。この記事における「量産車」の定義は、「『量産車』の定義」の項を参照のこと。

## 記録に関する規則

### 「量産車」の定義
「量産車」には様々な定義が存在し、メーカーや自己利益団体によって定義が異なる場合があり、また、同じメーカーであっても定義に一貫性が無い場合もある。このため、この記事ではメーカーや車種などを問わず、「量産車」を以下のように定義し、それらを満たした車両のみ掲載するものとする。
1. 主に消費者への小売販売、個人使用、公道での人々の輸送のために製造された車両であること。（商用車または産業用車両は対象外）
2. 最高速度記録を達成するために使用された車両と同じ仕様で、一般に販売可能であること。（記録測定のために公道を走行不可能な改造が施された車両などは除外）
3. 車両識別番号（VIN）に国際製造者識別子（WMI）が表示されているメーカーであること。これには、プロのチューナーなどによって改造され、VINにそのチューナー固有のWMIが記載されているものも含まれる。（例えば、ポルシェをベースにRUFオートモービルが独自の改造を加えた後、VINにRUF固有のWMIである「W09」を記載している場合は対象となるが、ポルシェのWMIである「WP0」のままである場合は対象外となる）
4. 1981年以前の車両は、車両メーカーが製造したオリジナルの仕様であること。プロのチューナーや個人が改造した車は対象外。
5. アメリカ合衆国・欧州連合・日本のいずれかで公認検査や車検を取得し、それらの国で公道を合法的に走行可能であること。
6. 複数の国の市場で販売されていること。

なお、このリストでは、諸仕様等第1位の自動車の一覧とは異なる定義を使用している。

### 最高速度の測定
最高速度の測定は舗装されたテストコースなどで行われ、進行方向を違えて二度走行し、両方の走行の最高速度の平均がその車の最高速度と見なされる。スピードリミッターを取り外して測定した場合は、前述の6つの定義を満たした上で、市販時にはスピードリミッターを取り付けて販売されている必要がある。なお、マクラーレン・F1の場合は、カー・アンド・ドライバー誌の測定でレブリミッターを8,300回転まで引き上げたXP5プロトタイプの速度が推定値として使用されている。

### その他
最高速度が124マイル毎時 (200 km/h)以上に達していること、また第二次世界大戦後に生産された市販車であることも条件である、第二次世界大戦以前に生産された車両は、たとえどれほどの記録であっても除外される。ただし、ベンツ・ヴェロは、比較用としてリストの最初に例外的に掲載した。

## 最高速度記録のリスト
| 年次 | 写真 | ブランド・モデル                              | 最高速                    | エンジン                                | 生産台数                         | 特記事項 |
| ---- | ---- | --------------------------------------------- | ------------------------- | --------------------------------------- | -------------------------------- | --- |
| 1894 |      | ベンツ・ヴェロ                                | 20km/h (12mph)            | 1,045cc 単気筒 1.5PS                    | 1,200台                          | 世界最初の量産車 |
| 1949 |      | ジャガー・XK120                               | 200.5km/h (124.6mph)      | 3,442cc 直列6気筒 162PS                 | 12,000台                         | 1949年に214km/h（133mph）近くを記録したとする出版物もいくつか存在するが、この記録を達成したのはチューニングが施されたプロトタイプで、量産車ではない。 |
| 1955 |      | メルセデス・ベンツ・300SL                     | 242.5km/h (150.7mph)      | 2,996cc 直列6気筒 215PS                 | 1,400台                          | 1958年にドイツのAutomobil Revue誌により計測。2回走行したうちの1回で245km/hを達成した。 |
| 1959 |      | アストンマーティン・DB4 GT                    | 245km/h (152mph)          | 3,670cc 直列6気筒 306PS                 | 75台                             | 1961年12月にイギリスのAutosport誌により計測。 |
| 1963 |      | イソ・リヴォルタ・グリフォ GL 365             | 259km/h (161mph)          | 5,354cc V型8気筒 365PS                  | 400台以上（412台とする資料あり） | 1966年にイギリスのオートカー誌により計測。 |
| 1965 |      | AC・コブラ Mk III 427                         | 266km/h (165mph)          | 6,998cc V型8気筒 492PS                  | 25台以上                         | アメリカ合衆国のカー・アンド・ドライバー誌により計測。 |
| 1967 |      | ランボルギーニ・ミウラ P400                   | 275km/h (171mph)          | 3,929cc V型12気筒 355PS                 | 475台                            | 1967年6月にイギリスのMotor誌により計測。生産台数はP400だけのもので、P400SとP400SVを含めると750台以上にのぼる。 |
| 1968 |      | フェラーリ・365GTB/4 デイトナ                 | 280km/h (174mph)          | 4,390cc V型12気筒 357PS                 | 約1,400台                        | 1967年にイギリスのオートカー誌により計測。 |
| 1969 |      | ランボルギーニ・ミウラ P400S                  | 288.6km/h (179.3mph)      | 3,929cc V型12気筒 375PS                 | 338台                            | 1970年にドイツのSport Auto誌により計測。 |
| 1982 |      | ランボルギーニ・カウンタック LP500 S          | 293km/h (182mph)          | 4,754cc V型12気筒 380PS                 | 323台                            | ドイツのAuto, Motor und Sport誌により計測。 |
| 1983 |      | RUF・BTR                                      | 305km/h (190mph)          | 3,367cc 水平対向6気筒ターボ 374PS       | about 20–30台（RUFのVIN記載車）  | ドイツのAuto, Motor und Sport誌により計測。 |
| 1986 |      | ポルシェ・959                                 | 319km/h (198mph)          | 2,849cc 水平対向6気筒ツインターボ 450PS | 337台                            | 1987年にアメリカのRoad & Track誌により計測。959デラックスバージョンは317km/h、スポーツバージョンは319km/hを記録した。29台が生産された515PS仕様のスポーツバージョンは、1988年のAuto, Motor und Sport誌の計測で339km/hに到達した。                                                                     |
| 1987 |      | RUF・CTR                                      | 342km/h (213mph)          | 3,367cc 水平対向6気筒ツインターボ 469PS | 29台                             | 1988年にAuto, Motor und Sport誌によりナルド・サーキットで計測。 |
| 1993 |      | マクラーレン・F1                              | 355km/h (221mph)          | 6,064cc V型12気筒 627PS                 | 64台                             | レブリミットを8,300回転まで引き上げたXP5 プロトタイプは、Car and Driver誌の計測で平均最高速度386.7km/hを記録した。無改造の車両で最高速度が340km/hを超えることは確認されていない。 |
| 2005 |      | ブガッティ・ヴェイロン                        | 408.47km/h (251.83mph)    | 7,993cc W型16気筒クアッドターボ 1,001PS | 300台                            | 2005年4月19日にドイツの検査官によって計測。 |
| 2007 |      | シェルビー・スーパーカーズ・エアロ            | 412.22km/h (256.14mph)    | 6.3L V型8気筒ツインターボ               | 5台                              | 2007年10月9日、ギネス・ワールド・レコーズの測定を受けた。 |
| 2010 |      | ブガッティ・ヴェイロンEB16.4 スーパースポーツ | 431.072 km/h (267.856mph) | 7,993cc W型16気筒クアッドターボ 1,199PS | 30台                             | 測定値は、生産台数30台のうち5台のみの「スーパースポーツ・ワールドレコードエディション」が電子式スピードリミッターを解除した上で到達したものである。市販時には415km/hに制限されていた。レーシングドライバーのピエール＝アンリ・ラファネルによるドライブで、ギネス・ワールド・レコーズの測定を受けた。 |
| 2017 |      | ケーニグセグ・アゲーラRS                      | 447.19 km/h (277.87mph)   | 5,000cc V型8気筒ツインターボ 1,360PS    | 25台                             | 通常仕様の馬力は1,176PSに制限されており、11台のみが1,400PSを発揮する特別仕様であった。2017年11月、レーシングドライバーでケーニグセグテストドライバーのNiklas Liljaによるドライブで、en:Racelogicによる計測を受けた。                                                                                 |
| 2020 |      | シェルビー・スーパーカーズ・トゥアタラ        | 455.3km/h (282.9mph)      | 5,900cc V型8気筒ツインターボ 1,770PS    | 100台（生産予定）                | 現在公道走行は認められていないが、往復路計測なためギネスの基準には合致している。※これはブガッティ・シロンスーパースポーツよりも遅く、ブガッティの計測がギネス世界記録の基準を満たしていないために記録入りしている。                                                                                  |

## 問題点
最高速度を決定するための標準化された方法がなく、個々の主張を検証する機もないため、特に古い記録に関しては、「世界で最も速い量産車」の主張を比較することが困難である。それが浮き彫りになった例として、ブガッティとヘネシーの間の論争が挙げられる。

### ブガッティヴェイロンにおけるリミッターの取り外し
2010年7月4日、ブガッティ・ヴェイロン・スーパースポーツは431.072km/hという最高速度を達成した。ただし、ヴェイロンスーパースポーツの通常仕様はスピードリミッターにより最高速度が415キロメートル毎時 (257.87 mph)に制限されており、記録は生産台数30台のうち5台のみの「スーパースポーツ・ワールドレコードエディション」によるものであった。ギネスブック（1990年代にレブリミッターを変更したイギリス車の速度を量産車の記録として記載していた）は、スーパースポーツ・ワールドレコードエディションの記録を最高速度記録として認定・記載した。
しかしその3年後、サンデー・タイムズの問い合わせに対し、ギネス・ワールド・レコーズのPRディレクターであるJaime Strangは「車のスピードリミッターが無効になっていたため、これは公式ガイドラインに違反するものであった。よって車両の記録である431.072キロメートル毎時 (267.856 mph)は無効になった」と回答した。その5日後、ギネス・ワールド・レコーズのウェブサイトには「ギネス世界記録は、ブガッティの記録が失格になっていないことを確認したいと思う。レコードカテゴリは現在審査中である。」と記載された。さらにその5日後「多くの外部専門家による徹底的なレビューの後、ギネス・ワールド・レコーズは、ヴェイロン16.4スーパースポーツによって達成された最速の量産車のブガッティの記録を確認できたことを嬉しく思う。審査の基準は、（スピードリミッターの解除が）自動車の標準仕様の変更を構成する改造に該当するか否かであった。必要なすべての情報を評価した結果、ギネス・ワールド・レコーズは、スピードリミッターの変更は車両やエンジンの基本的な設計を変更する者ではないと判断した」と発表した   。

## リストから除外された車
一部の車は、さまざまな理由から、最速の量産車として認められる基準を満たすことが出来なかった。
| 年次 | 写真 | ブランド・モデル                           | 最高速                         | エンジン                                         | 生産台数           | 特記事項 |
| ---- | ---- | ------------------------------------------ | ------------------------------ | ------------------------------------------------ | ------------------ | --- |
| 1959 |      | マセラティ・5000GT                         | 277km/h (172.4mph)             | 4,935cc V型8気筒 340PS/330PS                     | 2台                | 正確な計測が行われなかったうえに、最初に生産された2台のみが最高出力340PSのエンジンを搭載していた。カロッツェリア・アレマーノによって22台が生産され、他12台が計7か所のコーチビルダーによって製作された。。 |
| 1985 |      | ランボルギーニ・カウンタック 5000QV        | 298km/h (185mph)               | 5,167cc V型12気筒 455PS                          | 676台              | Auto, Motor und Sport誌により計測された記録。1986年のFast Laneによる計測では305.9km/h (190.1mph) を記録し、1988年版のギネスブックにも同記録が掲載されたが、改造されたインテークチャンバーが搭載されていた。 |
| 1990 |      | ベクター・W8                               | 389km/h (242mph、プロトタイプ) | 5,973cc V型8気筒ツインターボ 634PS               | 17台（量産モデル） | 量産モデルの最高速度は未検証で、350km/h (218mph) と主張されている。 |
| 1992 |      | ジャガー・XJ220                            | 338.8km/h (210.5mph)           | 3,498cc V型6気筒ツインターボ 550PS               | 281台              | Road & Track誌による計測。ギネスブックに掲載された349.4km/h (217.1mph) の記録は、ジャガーが50PSの出力アップの改造を行った上で独立したコントロールなしで測定したものある。341.7km/h (212.3mph) という記録もあるが、これもまた独立したコントロールなしでの計測であった。                                                                     |
| 1993 |      | ダウアー・962LM                            | 404.6km/h (251.4mph)           | 2,994cc 水平対向6気筒ツインターボ 730PS          | 13台               | エーラ・レシエン・オーバルテストコースで1998年6月に計測。車両にWMIが記載されていないため、この記事における「量産車」の定義に合致していない。 |
| 2004 |      | ケーニグセグ・CCR                          | 387.866km/h (241.009 mph)      | 4,700cc V型8気筒ツインスーパーチャージャー 817PS | 14台               | ナルド・サーキットで2005年2月28日に計測。一方向のみでの測定のため、この記事における測定方法の条件を満たしていない。 |
| 2014 |      | ヘネシー・ヴェノムGT                       | 435.31km/h (270.49mph)         | 7,000cc V型8気筒ツインターボ 1,261PS             | 16台               | 一方向のみでの測定であり、またヘネシーのVIN番号を記載してない。 |
| 2019 |      | ブガッティ・シロン・スーパースポーツ・300+ | 490.48km/h (304.77mph)         | 8,000cc W型16気筒クアッドターボ 1,600PS          | 30台（生産予定）   | 2019年9月2日、アンディ・ウォレスがエーラ・レシエン・オーバルテストコースでの走行で達成した記録（テュフ・ラインランドによって検証）。使用されたのは生産前のプロトタイプであったが、ブガッティは「ほとんど市販モデルのプロトタイプ」と説明していた。量産モデルではない上に、一方向のみの計測であったため、この記事のリストからは除外された。 |

## 関連文献
- Wood, Jonathan (2005). The Ultimate History of Fast Cars. Parragon Publishing. ISBN 1-4054-5467-9
- Brown, Langworth; Auto Editors of Consumer Guide (1998). Great Cars of The 20th Century. Publications International. ISBN 0-7853-2523-9